# 中国广电股份
中国广电网络股份有限公司（簡稱中国广电股份），是承担中华人民共和国有线电视网络整合和中国广电5G建设统一运营的中央文化企业。该公司是为落实中宣部等九部委《全国有线电视网络整合发展实施方案》要求、加快广电网络转型升级而成立的，由中国广电集团控股，各省级有线电视网络公司以及国家电网、阿里巴巴集团等企业出资，注册资本1343余亿人民币。现任董事长宋起柱，董事兼总经理吕建杰。

## 发展历程
2020年9月24日，中国广电网络股份有限公司创立大会在北京召开，大会审议通过了《公司章程》等文件并选举产生第一届董事会及第一届监事会，标志着 “全国一网”股份公司组建工作任务基本完成，全国有线电视网络整合取得突破性成效。公司随后召开第一届董事会第一次会议、第一届监事会第一次会议。选举出董事长、副董事长、监事会主席等职，聘任了总经理、总会计师等职。
2020年10月12日，中国广电网络股份有限公司在北京正式成立，标志着中国有线电视网络整合和广电5G建设一体化发展迈出的重要一步，全国广电网络统一运营管理体系初具雏形。
2022年3月3日，中国广电集团与中国广电股份出资200亿元设立中广电移动网络有限公司，后续将由中广电移动推出中国广电的5G网络服务以及向公众发行192号段的手机号码。
2022年6月6日，中国广电推出三大品牌，即中国广电、广电5G和广电慧家三大品牌，及全新标语“致广大 极视听”。全国各地广电网络公司营业厅门头同步换标，使用“中国广电”及省网结合的标志。

## 公司架构
中国广电网络股份有限公司控股下列企业：
- 北京歌华有线电视网络股份有限公司	19.09%（控股股东，并通过中国广电江西网络有限公司持有0.49%股份[10]）
- 广东省广播电视网络股份有限公司	51.02%
- 中国广电广州网络股份有限公司	51%
- 中国广电河北网络股份有限公司	51%
- 中国广电湖南网络股份有限公司	51%
- 中国广电安徽网络股份有限公司	51%
- 中国广电辽宁网络股份有限公司	51%
- 中国广电甘肃网络股份有限公司	51%
- 中国广电新疆网络股份有限公司	51%
- 中国广电青海网络股份有限公司	51%
- 中国广电重庆网络股份有限公司	51%
- 中国广电四川网络股份有限公司
- 中国广电黑龙江网络股份有限公司	51%
- 中国广电福建网络有限公司	51%
- 中国广电河南网络有限公司	51%
- 中国广电山东网络有限公司	51%
- 中国广电天津网络有限公司	51%
- 中国广电西藏网络有限公司	51%
- 中国广电宁夏网络有限公司	51%
- 中国广电山西网络有限公司	51%
- 中国广电云南网络有限公司	50.5%
- 中国广电江西网络有限公司	51%
- 中国广电内蒙古网络有限公司	51%
- 中国广电新疆生产建设兵团网络有限公司	51%
- 中广电传媒有限公司	46.15%
- 中广宽带网络有限公司	35%
- 中广电动网络有限公司	40%
- 中广融合智能终端科技有限公司	65%
- 中广投网络产业开发投资有限公司	43.70%
- 东方嘉影电视院线传媒股份公司	2%